# Darling (Afrique du Sud)
Pour les articles homonymes, voir Darling.
Darling est un village situé dans la région du Swartland, province du Cap-Occidental, en Afrique du Sud.

## Histoire
Au début du XVIIIe siècle environ 29 agriculteurs vivaient dans une région appelée alors Groenkloof et sur l’une de ces fermes, Langfontein. Le village de Darling fut fondé en 1853. Il fut nommé ainsi d’après Sir Charles Henry Darling qui arriva au Cap en 1851 en tant que lieutenant-gouverneur.
Le Darling Museum présente l’histoire de la ville et de la crémerie Darling, fondée en 1899 par deux colons suédois, Nils Georg Moller et G. Threnstrom, et fermée en 1950.